# Haus Friedrich-Wilhelm

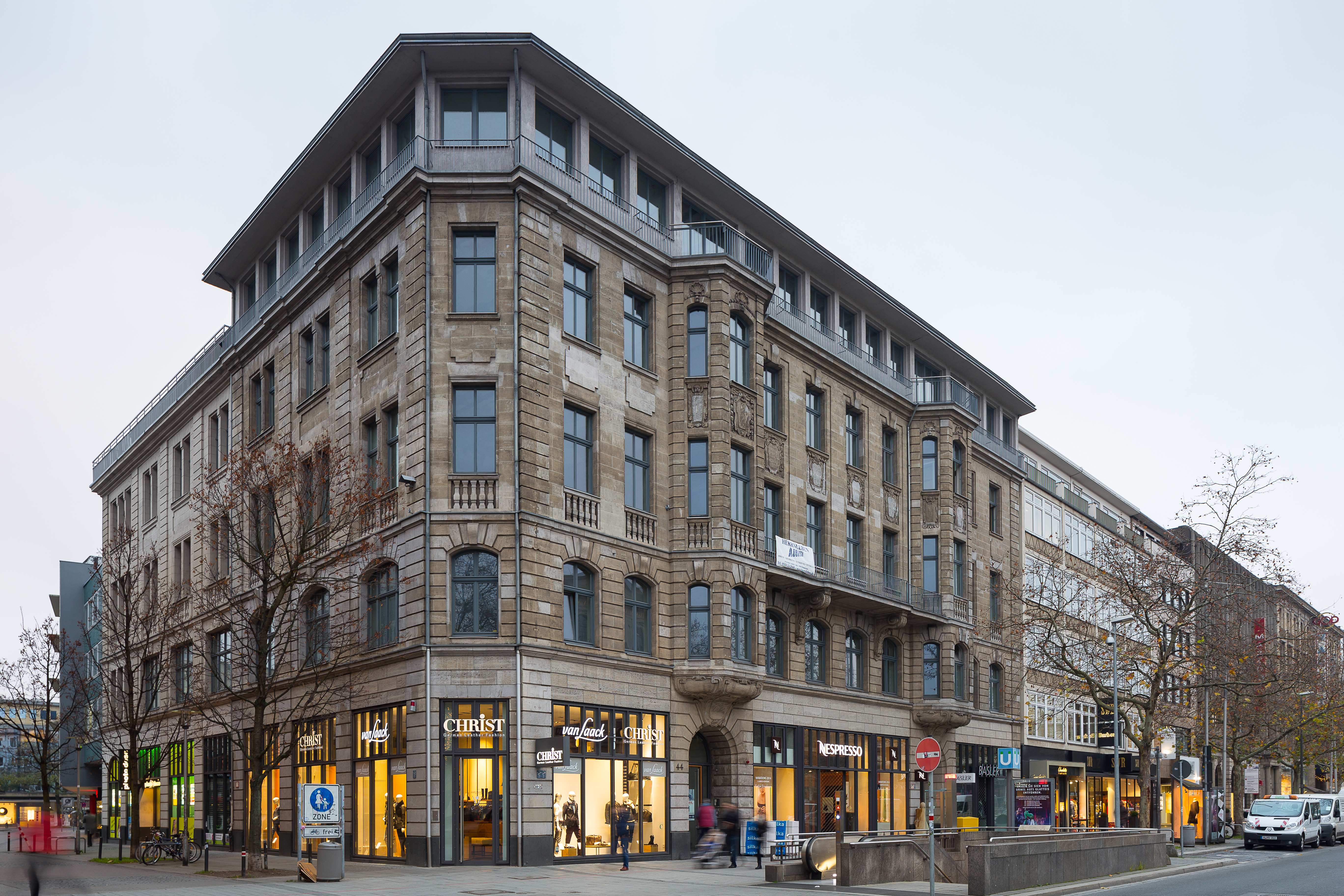
Das 1906 erbaute Haus Friedrich Wilhelm, Georgstraße 44 Ecke Windmühlenstraße, hier erneuerter Dachzone Ende 2014

Das Haus Friedrich-Wilhelm in Hannover ist ein denkmalgeschütztes Geschäftsgebäude unter der Adresse Georgstraße 44 Ecke Windmühlenstraße im hannoverschen Stadtteil Mitte.

## Geschichte und Beschreibung

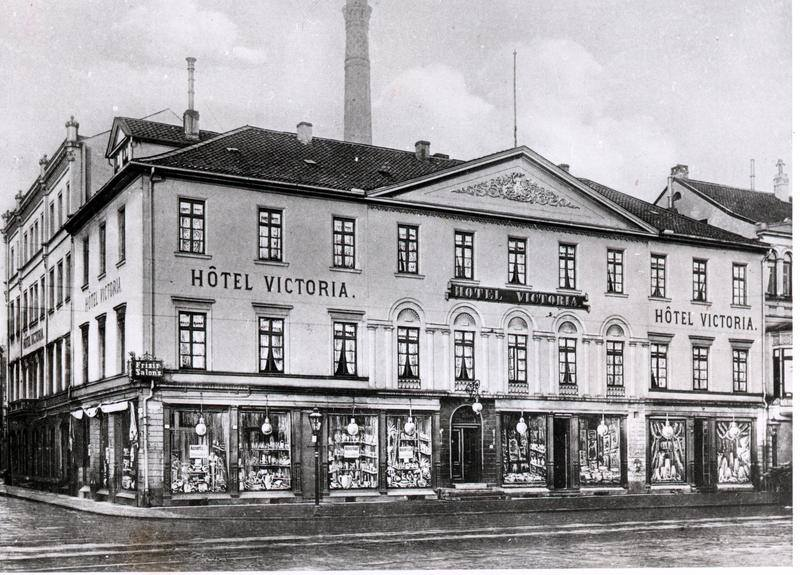
Das 1822 von Laves für Caroline von Bremer errichtete „Haus von Bremer“ war nach seinem Umbau durch Klävemann um 1850 als Hotel Victoria bis 1905 Vorgängerbau von Haus Friedrich-Wilhelm

Verschiedene Personen der „besseren Gesellschaft“ bei Kaiserwetter auf dem Weg zum Haus Friedrich-Wilhelm;
Ansichtskarte Nummer K 43 von Friedr. Astholz jun.

Das Grundstück des Hauses Friedrich-Wilhelm liegt im Gebiet der Altstadt von Hannover und war noch vor der Industrialisierung im 19. Jahrhundert ursprünglich mit der Haus-Zählnummer 1142 bezeichnet worden. Noch zur Zeit des Deutschen Kaiserreichs wechselte die Immobilie am 28. September 1905 laut dem Adreßbuch, Stadt- und Geschäftshandbuch der Königlichen Residenzstadt Hannover und der Stadt Linden sowie laut dem dort aus vom Amtsgericht Hannover vermerkten Eintrag im Grundbuch  zum neuen Eigentümer: Die Friedrich Wilhelm, Preussische Lebens- und Garantie-Versicherungs-Actien-Gesellschaft wurde zugleich Namensgeberin des neu zu errichtenden Hauses, anfangs unter der Hausnummer 27.

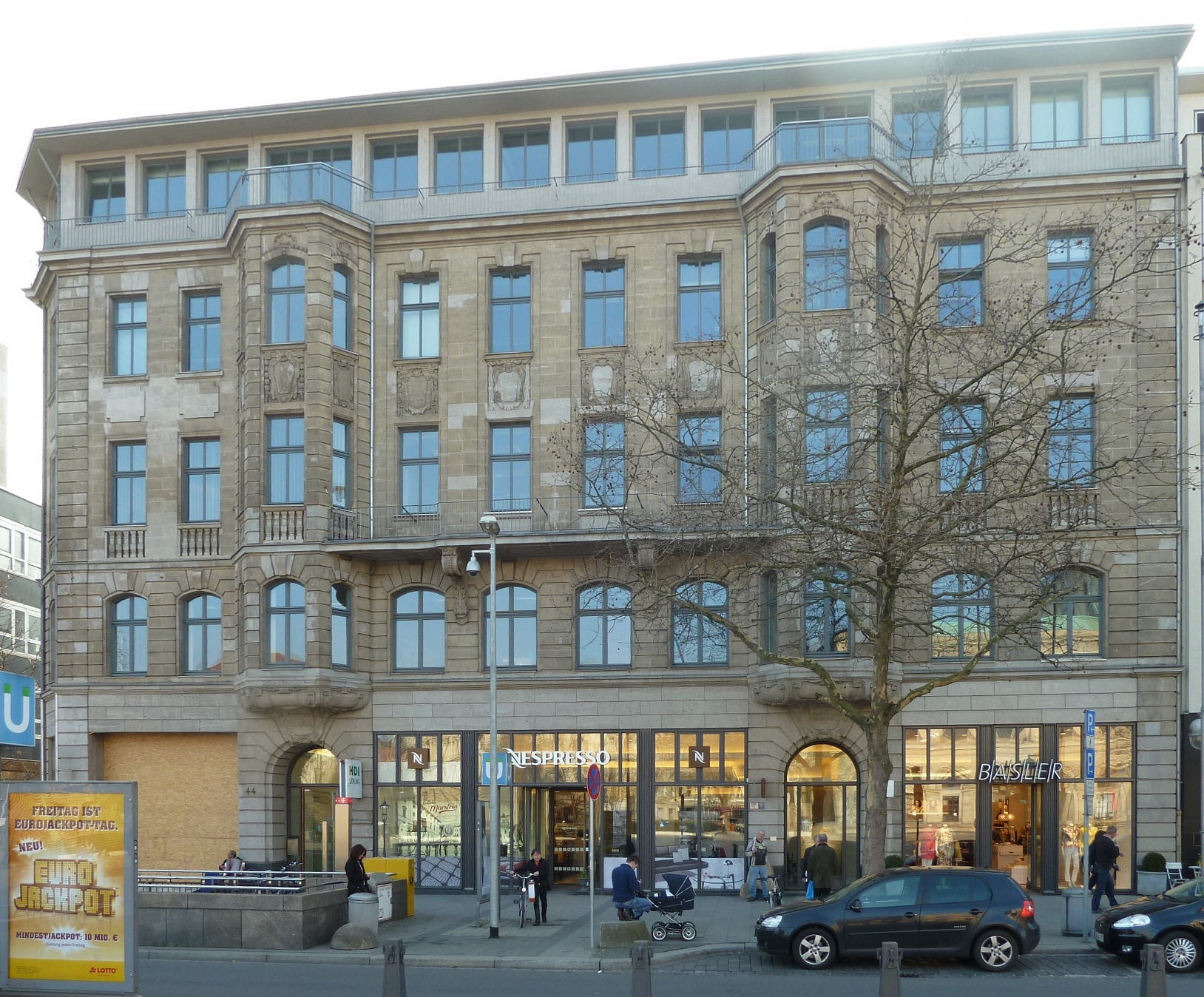
Blick auf die Fassade an der Georgstraße im März 2012

Das Haus Friedrich-Wilhelm erstand schließlich nach Plänen des in Berlin tätigen Architekturbüros Cremer & Wolffenstein im Jahr 1906: Am Opernplatz und gegenüber dem Opernhaus zeigte es sich als Kauf- und Geschäftshaus im Stil eines strengen Neobarocks. Ähnlich wie der etwa ein halbes Jahrzehnt später in Stahlskelettbauweise errichtete nahegelegene Georgspalast bildete das Gebäude mit der – heutigen – Hausnummer 44 eines „jener Geschäftshäuser mit Werksteinfassade, die in ihrer Reduzierung historischer Zitate für die versachlichten Kaufhausbauten der Zeit vor dem Ersten Weltkrieg stehen.“
Die Dachzone des Hauses Friedrich-Wilhelm war ursprünglich „stärker mit barocken Stilelementen durchsetzt“.
Als einer der ersten Mieter der Ladenzone im Parterre des Hauses bot die Württembergische Metallwarenfabrik (WMF) ihre Produkte dem Publikum feil. Ebenfalls noch zur Kaiserzeit bewohnte Jacobus Reimers, der Direktor des damals preußischen Hannoverschen Provinzialmuseums für Kunst und Wissenschaft, die 3. Etage als einer der prominenten Mieter des Hauses.
Während der Luftangriffe auf Hannover im Zweiten Weltkrieg wurden Teile des Hauses zerstört; die Dachzone ging dabei völlig verloren. Ein später aufgesetzter schlichter Zweckaufbau mag nachträglich zu der Vermutung geführt haben, es habe sich um einen Jugendstil-Bau gehandelt.